# Wengen BE
| BE ist das Kürzel für den Kanton Bern in der Schweiz. Es wird verwendet, um Verwechslungen mit anderen Einträgen des Namens Wengen zu vermeiden. |

Wengen ist ein Dorf im Berner Oberland, das zur Gemeinde Lauterbrunnen in der Schweiz gehört. Der Ort ist nach Bevölkerungszahl gemessen der grösste der Gemeinde. Er liegt auf 1274 m ü. M. am Fusse der Berge Eiger, Mönch und Jungfrau, 400 Meter hoch über dem Lauterbrunnental.
Das Dorf gehört zum Tourismusverbund Jungfrau-Region, zu dem auch das UNESCO-Weltnaturerbe Jungfrau-Aletsch gehört.
Seit 1893 kann Wengen ab Lauterbrunnen mit der Wengernalpbahn erreicht werden. Das Dorf selbst besitzt keinen Anschluss an das Strassennetz und ist deshalb nahezu autofrei. Einzige Fahrzeuge sind Taxis, Hotelfahrzeuge und Fahrzeuge von kleinen Firmen. Wengen hat etwa 1300 ständige Einwohner, in der winterlichen Hochsaison aber mehr als 10'000 und in der sommerlichen Ferienzeit etwa 5000 Bewohner.
Wengen ist das «Dorf der Jungfrau» und der Schauplatz des FIS-Ski-Lauberhornrennens. Wengen besitzt eine reformierte Kirche, Baujahr 1953, die unter Denkmalschutz steht. Neben der reformierten hat Wengen auch eine englische und eine römisch-katholische Kirche.

## Geschichte
Der Ort Wengen wurde im Jahre 1268 erstmals als «uf Wengen» erwähnt. Die Herkunft des Namens ist nicht sicher zu bestimmen, es könnte sich um Wangen (Berghang wie eine Wange) oder Wengen (wässrige Wiesen) handeln.
Die Bewohner lebten ein abgeschiedenes, einfaches Leben. Trotzdem erreichte die grosse Pestwelle 1669 auch das Bergdorf Wengen. Dazu kamen immer wieder Naturkatastrophen, die die Bewohner zu erdulden hatten. 1770 verloren acht Menschen ihr Leben bei einem schweren Lawinenniedergang. 1791 ereignete sich ein Bergsturz bei In Gassen, der Menschen- und Tierleben kostete. Föhn- und Herbststürme vernichteten überdies immer wieder Haus und Wald.
Die ersten «Touristen» kamen im 18. Jahrhundert auf der Durchreise von Lauterbrunnen über die Wengernalp und die Kleine Scheidegg nach Grindelwald am Bergdorf Wengen vorbei. 1859 wurde in Innerwengen ein erstes Gasthaus eröffnet. In den 1890er Jahren wurde die Bahn auf die Wengernalp gebaut, damals das modernste Verkehrsmittel: Kraftfahrstrassen gibt es bis heute nicht als Zufahrt von aussen, sondern nur innerhalb von Wengen. Auf den Strassen Wengens fahren wenige Elektromobile, meist Kommunalfahrzeuge und Fahrzeuge zur Hotelversorgung, die mit der Bahn heraufgebracht werden. Die Einwohnerzahl stieg von 210 (1783) auf 811 (1900).
Im Zweiten Weltkrieg waren hier britische und amerikanische Flieger sowie polnische Soldaten interniert. Nach dem Krieg ging es mit dem Tourismus wieder aufwärts. Im ersten Jahrzehnt des 21. Jahrhunderts erlebte Wengen einen Bauboom. Mit dem massiven Bau von Ferienwohnungen schreitet auch die Zersiedelung der Landschaft vorwärts.
Seit Jahrhunderten bekannt und bewundert wird das Kriegsloch, das anzeigen soll, ob bald ein Krieg ausbrechen wird.

## Bevölkerung
| Jahr      | 1783 | 1811 | 1835 | 1900 | 1910  | 1930 | 1941 | 1960  | 1970  | 1980  | 2006  | 2014  | 2018  | 2022  |
| --------- | ---- | ---- | ---- | ---- | ----- | ---- | ---- | ----- | ----- | ----- | ----- | ----- | ----- | ----- |
| Einwohner | 210  | 449  | 425  | 811  | 1.016 | 996  | 974  | 1.257 | 1.419 | 1.211 | 1.257 | 1.292 | 1.078 | 1.034 |

## Wintersport

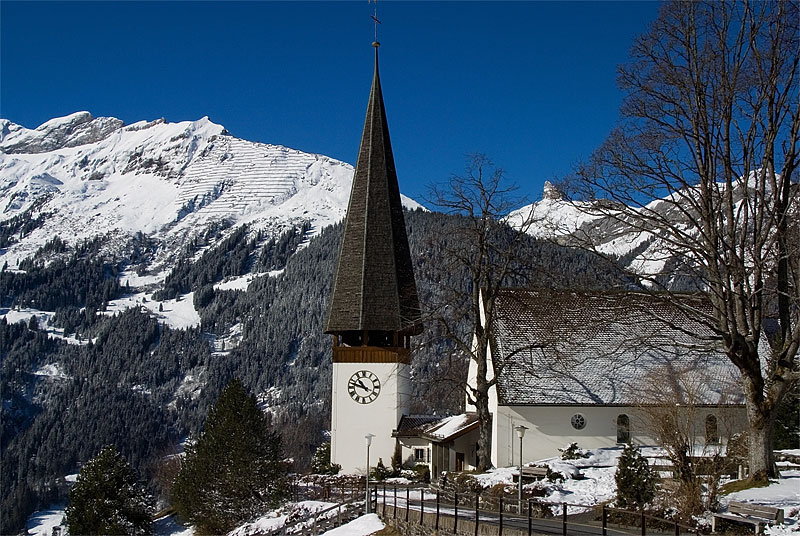
Kirche

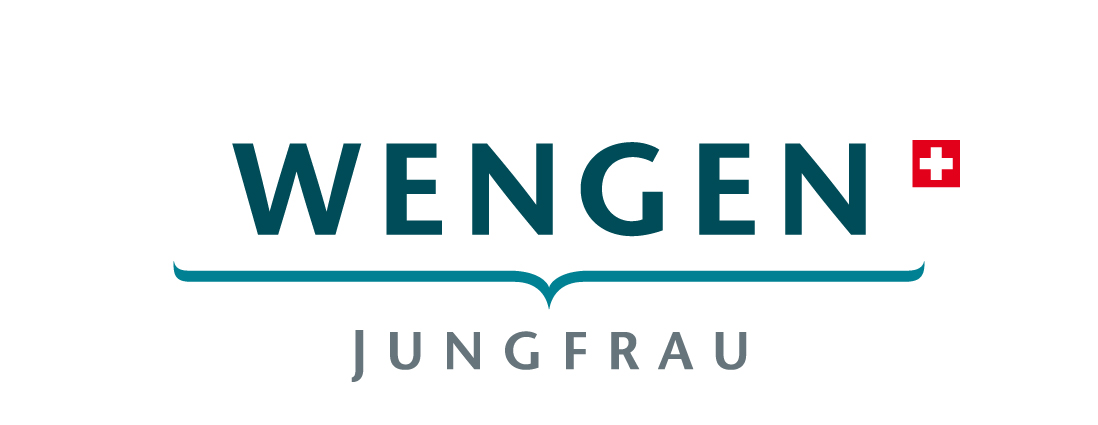
Logo von Wengen

Alljährlich im Januar – ausser 2021 infolge der COVID-19-Pandemie – findet das berühmte Lauberhornrennen statt, welches aus einer Herren-Abfahrt, einem Slalom und einer Kombination besteht. Die Abfahrtsstrecke gilt neben der Streif, auf der das Hahnenkammrennen in Kitzbühel stattfindet, als die anspruchsvollste und schwierigste Piste des alpinen Skiweltcups, und das Rennen hat den Status eines Klassikers.
Mit der Wengernalpbahn fährt man zu den Skipisten der Allmend, der Wengernalp und der Kleinen Scheidegg. Mit der Luftseilbahn Wengen–Männlichen fährt man auf den Männlichen, von wo aus man die Pisten nach Grindelwald und zur Kleinen Scheidegg erreicht. Meistens kann man sowohl ins Dorf Grindelwald wie auch ins Dorf Wengen mit den Ski fahren.
Sowohl Männlichen als auch Kleine Scheidegg sind in ca. 3 Stunden zu Fuss zu erreichen, wobei beim Bergsteigen auf Männlichen völlig unerwartet Nebel hochziehen können und weitere Sicht verunmöglichen. Die Wanderroute zu der Kleinen Scheidegg ist einfacher zu bewältigen und nicht sehr steil.

## Politik
Wengen gehört zusammen mit Mürren, Isenfluh, Gimmelwald, Stechelberg und Lauterbrunnen zur politischen Gemeinde Lauterbrunnen. Auch die Kirchgemeinde umfasst die gesamte Talschaft. Dennoch ist Wengen in vielen Belangen (Schule etc.) selbständig geblieben, unter anderem bedingt durch die nur über die Bahn mögliche Verbindung mit dem Hauptort des Tales, Lauterbrunnen. Seit 2007 kommt der Gemeindepräsident der ganzen Talschaft aus Lauterbrunnen, ebenso die Kirchgemeindepräsidentin.
Fest im Dorf Wengen verankert sind die Bäuertgemeinde Wengen und die Bergschaft Wengernalp. Sie sind für den Ort nahezu ebenso wichtig wie die Einwohnergemeinde Lauterbrunnen.

## Arbeit

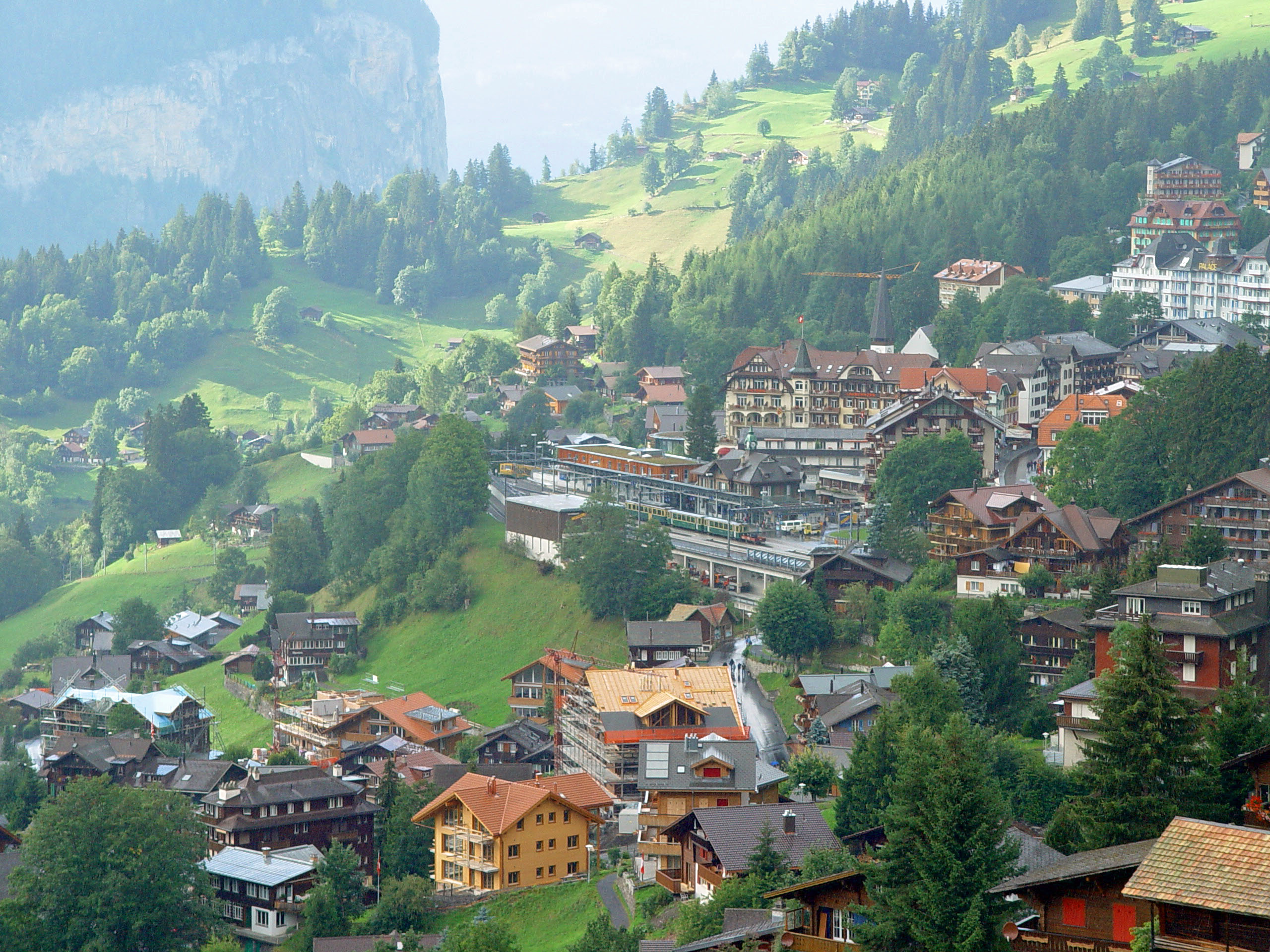
Wengen von Süden gesehen

In Wengen arbeiten Menschen aus den verschiedensten Ländern der Welt. Der Grossteil ist in der Winter- und der Sommersaison im Gastgewerbe tätig. Daneben sind die Jungfraubahn und das Elektrizitätswerk Lauterbrunnen die grössten Arbeitgeber.

## Kulturelles
Jeweils in der Hochsaison (Sommer und Winter) finden verschiedenste kulturelle Veranstaltungen in Wengen statt: In der evangelisch-reformierten Kirche Orchesterkonzerte (Kammerorchester), Orgelabende und Chorkonzerte; im Zelt auf der Eisbahn Blasmusikkonzerte und Gästeunterhaltungen (mit Chören, Trychler, Jodlergruppe, Trachtengruppe und Blasmusik).

### Mendelssohn Musikwoche
Vom 20. bis zum 27. August 2005 fand die erste Mendelssohn Musikwoche in Wengen statt. Nach der Einweihung des Mendelssohn Denkmals am 4. August 2004 und des darauffolgenden Konzerts wurde beschlossen, jedes Jahr im August eine Musikwoche, die Felix Mendelssohn Bartholdy gewidmet ist, durchzuführen.

### Freie Marionettenbühne Wengen
Jedes Jahr in der Wintersaison bis Ostern ist in der einzigen fest installierten Marionettenbühne im Berner Oberland ein detailliertes Programm von verschiedenen Aufführungen zu sehen, während des Sommers ist die Freie Marionettenbühne Wengen mit ihrem Repertoire unterwegs. Die erste öffentliche Aufführung fand am 14. Januar 2002 statt. Seither spielt die Freie Marionettenbühne Wengen bei verschiedensten Auftritten im In- und Ausland Sagen und Geschichten aus dem Berner Oberland und Märchen aus aller Welt.

### Chästeilet
Jedes Jahr am Sonntag nach dem eidg. Dank-, Buss- und Bettag findet der Chästeilet statt. Mittlerweile hat sich dieser Anlass als zweitgrösste Veranstaltung nach den Lauberhornrennen etabliert.

## Sport-Veranstaltungen
Neben dem Lauberhornrennen ist Wengen jeden September ein Streckenhöhepunkt beim Jungfrau-Marathon, wo viele Tausend Zuschauer die etwa 4000 Teilnehmer des 42-km-Laufes anfeuern.

## Vereinsleben
In Wengen sind aktiv: ein Frauenverein, ein Trychlerclub, eine Musikgesellschaft, ein Männerchor, eine Jodlergruppe, eine Volkstanzgruppe, der Kinder- und Jugendverein, der Bibliotheksverein, ein Hockeyclub, ein Skiclub, der 2004 sein 100-jähriges Jubiläum feierte, der DHO (Downhill only, ein englischer Skiclub), der Tourismusverein, ein Laufsportverein, und ein schottischer (CCWengen) und ein wengener Curlingclub (CC Jungfrau).

## Bekannte Wengener
- Heinz von Allmen, Skirennfahrer
- Oskar von Allmen, Altphilologe
- René Berthod, Skirennfahrer, Schweizer Meister Abfahrt 1974
- Karl Molitor, Skirennfahrer, Olympiasilber- und -bronzemedaille 1948
- Fred Rubi, Skirennfahrer und Politiker
- Hans Schlunegger, Skirennfahrer und Bergführer
- Hedy Schlunegger, Skirennfahrerin, Olympiasiegerin 1948
- Stefan Zürcher, Filmproduzent
- Ryan Regez, Skicrosser

## Verkehrsanbindung
Von Interlaken Ost fährt man mit den Berner Oberland-Bahnen (BOB) nach Lauterbrunnen, von dort mit der Wengernalpbahn (WAB) nach Wengen. Der Ort ist auch auf einem Fussweg von Lauterbrunnen zu erreichen (3,5 Kilometer). Möglich ist auch die Weiterfahrt über die Wengernalp, Kleine Scheidegg nach Grindelwald, von wo aus man mit den BOB nach Interlaken Ost gelangt.
Es gibt nur Wege der Klasse 5 (Feld-, Wald- und Veloweg) die vom Tal nach Wengen führen; alle sind nicht wintersicher und auch nicht für den privaten, motorisierten Verkehr frei gegeben.

## Naturgefahren
Die Region wurde bereits mehrfach Opfer von Lawinen. Im Lawinenwinter 1999 kamen im Café Oberland zwei Personen ums Leben. Die Schule fiel für eine Woche aus, und die Wengernalpbahn musste den Betrieb einen Tag lang einstellen. Anfang Februar 2003 stellte sich die Situation gleich dar wie 1999. Die Lawinenkommission sperrte einzelne Strassen und Hänge. Die Lage entspannte sich nach ein paar Tagen, Schäden gab es an Bahngleisen und am Wald. 2007 wurde ein grosses Lawinenverbauungsprojekt am Männlichen abgeschlossen.
In der Woche vom 22. August 2005 fiel in Wengen infolge von zwei kleineren Erdrutschen der Strom für zwei Tage aus, und sowohl Festnetz- wie auch Mobiltelefonie funktionierte nicht mehr, was für die Katastrophenorganisation eine enorme Herausforderung war. Einzig funktionierendes Kommunikationsmittel war das Funksystem der Kantonspolizei Bern, welche auf dem Männlichen eine Relaisstation in Betrieb nahm. Die Kommunikation zur örtlichen Feuerwehr konnte damit sichergestellt werden. Davon abgesehen war Wengen von der Umwelt komplett abgeschnitten. Eine Hubschrauberbrücke flog in erster Linie Touristen aus.
Im selben Jahr zerstörte ein Hochwasser den Talboden Richtung Interlaken. Der Orkan Lothar richtete 1999 grosse Schäden am Baumbestand an.

## Bilder

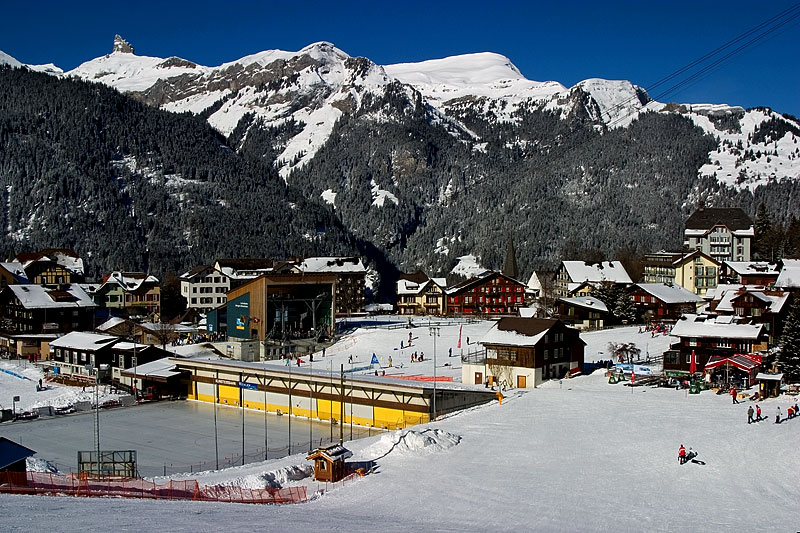
Talstation der Luftseilbahn Wengen–Männlichen, Eisbahn
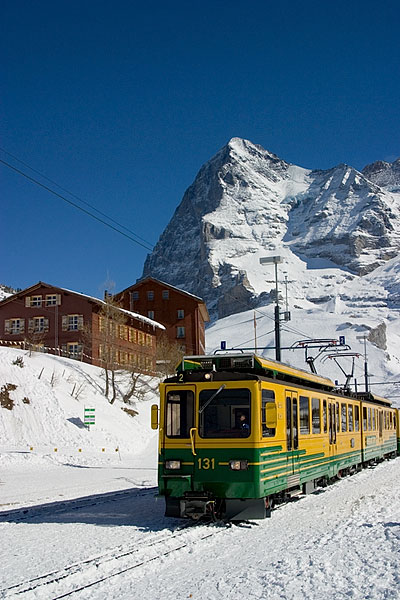
Wengernalpbahn auf der Wengernalp mit Blick zum Eiger
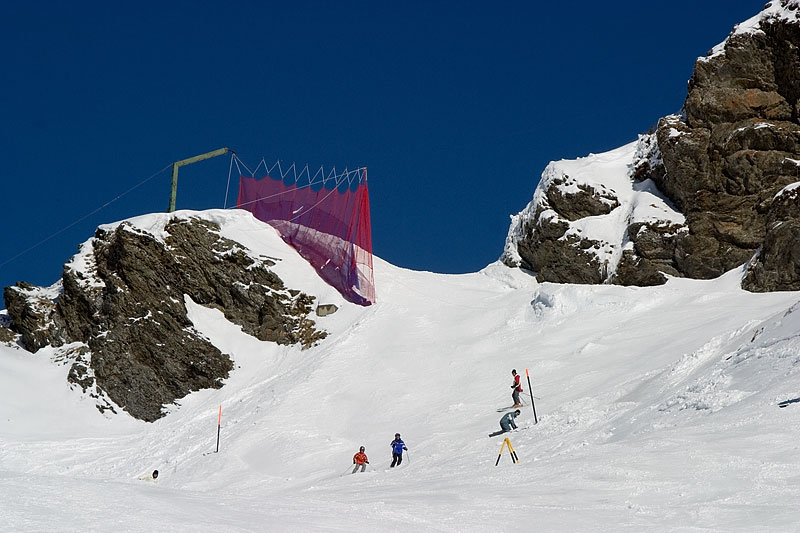
Hundschopf (Lauberhornrennen)
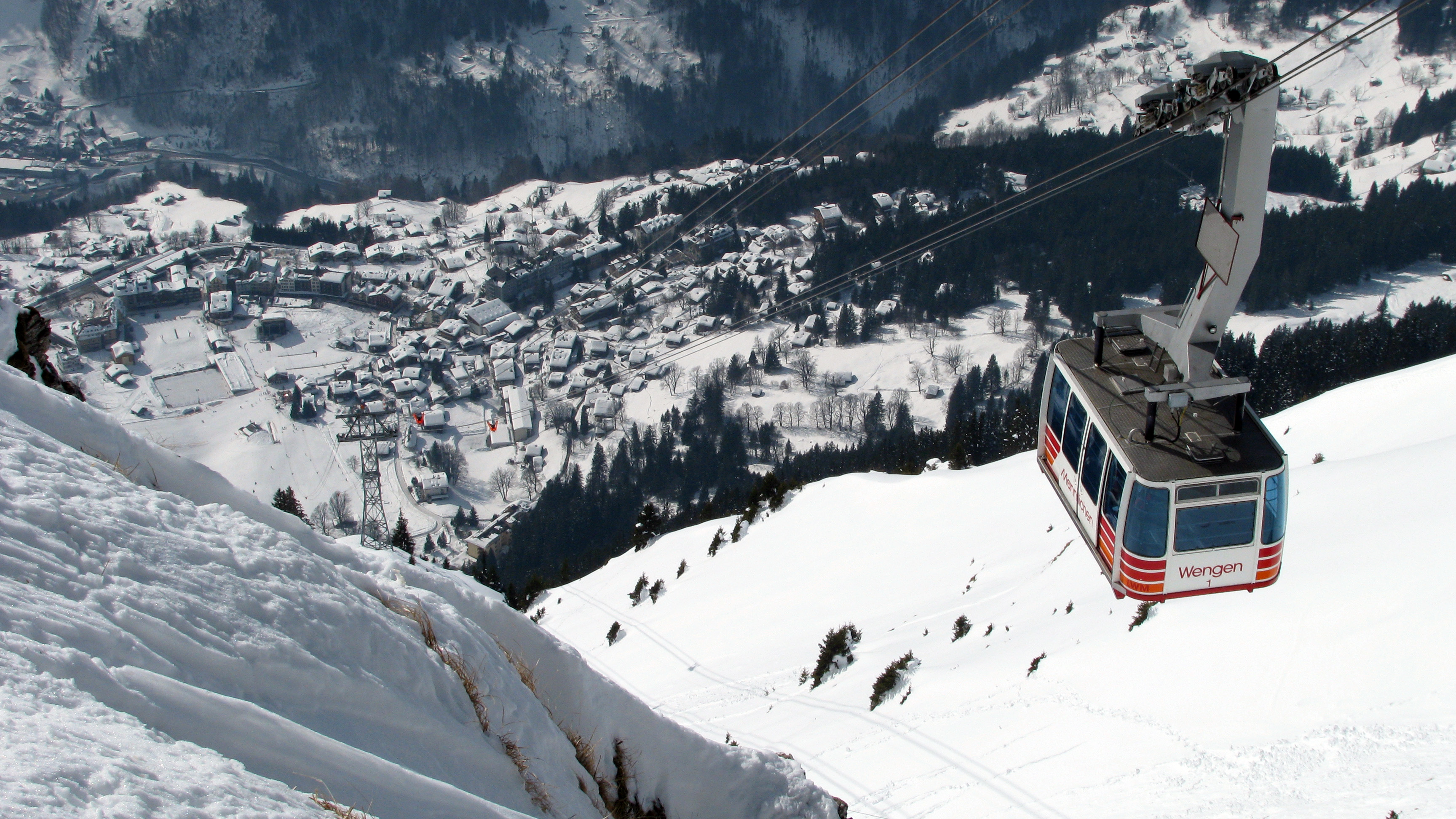
Die Luftseilbahn Wengen–Männlichen (LWM) unterwegs Richtung Wengen

Wengen im Sommer
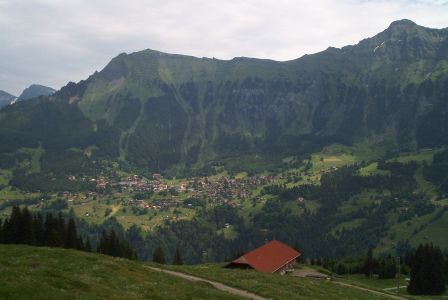
Wengen, der Männlichen und der Tschuggen
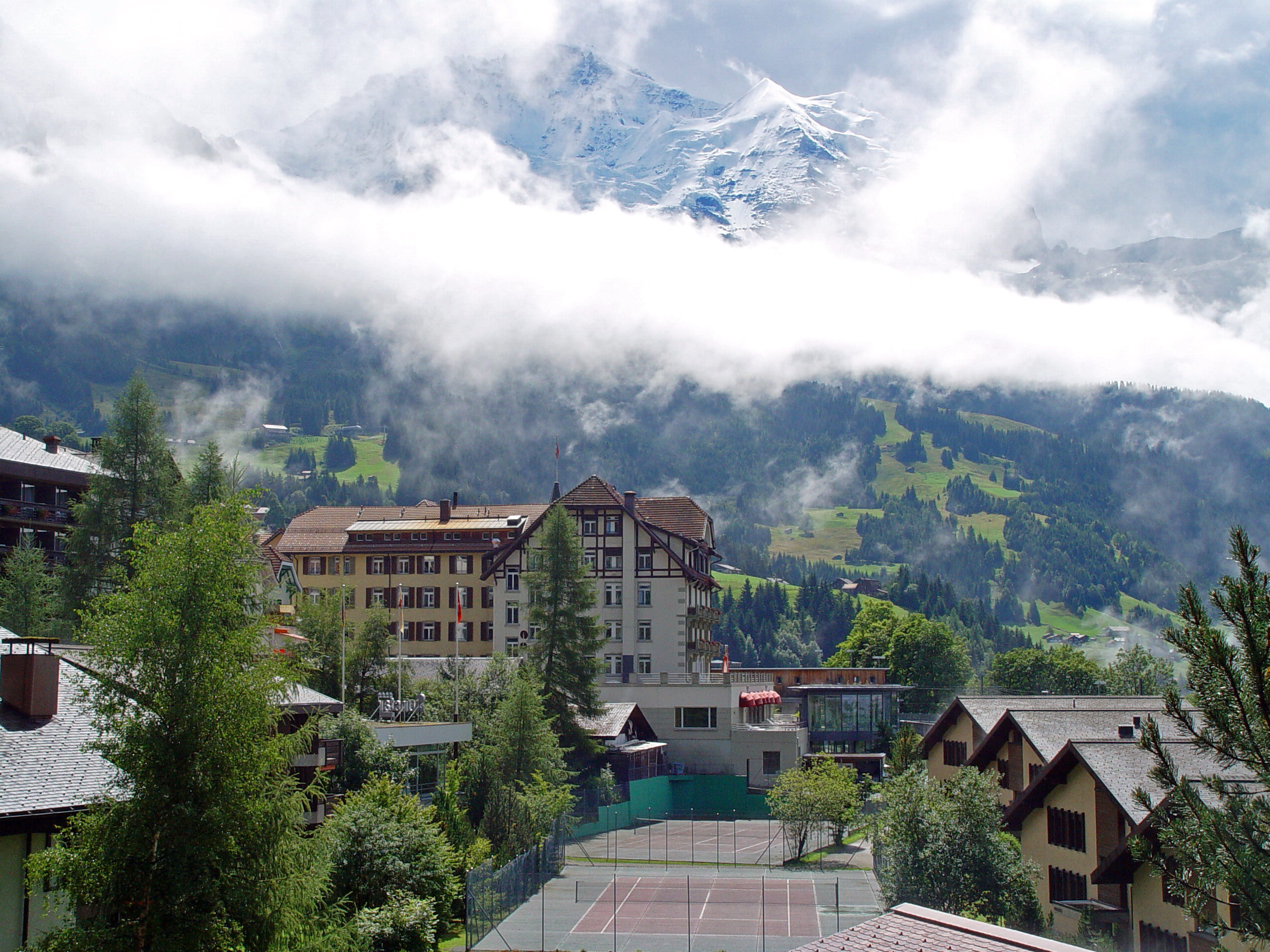
Wengen im leichten Nebel im Hochsommer
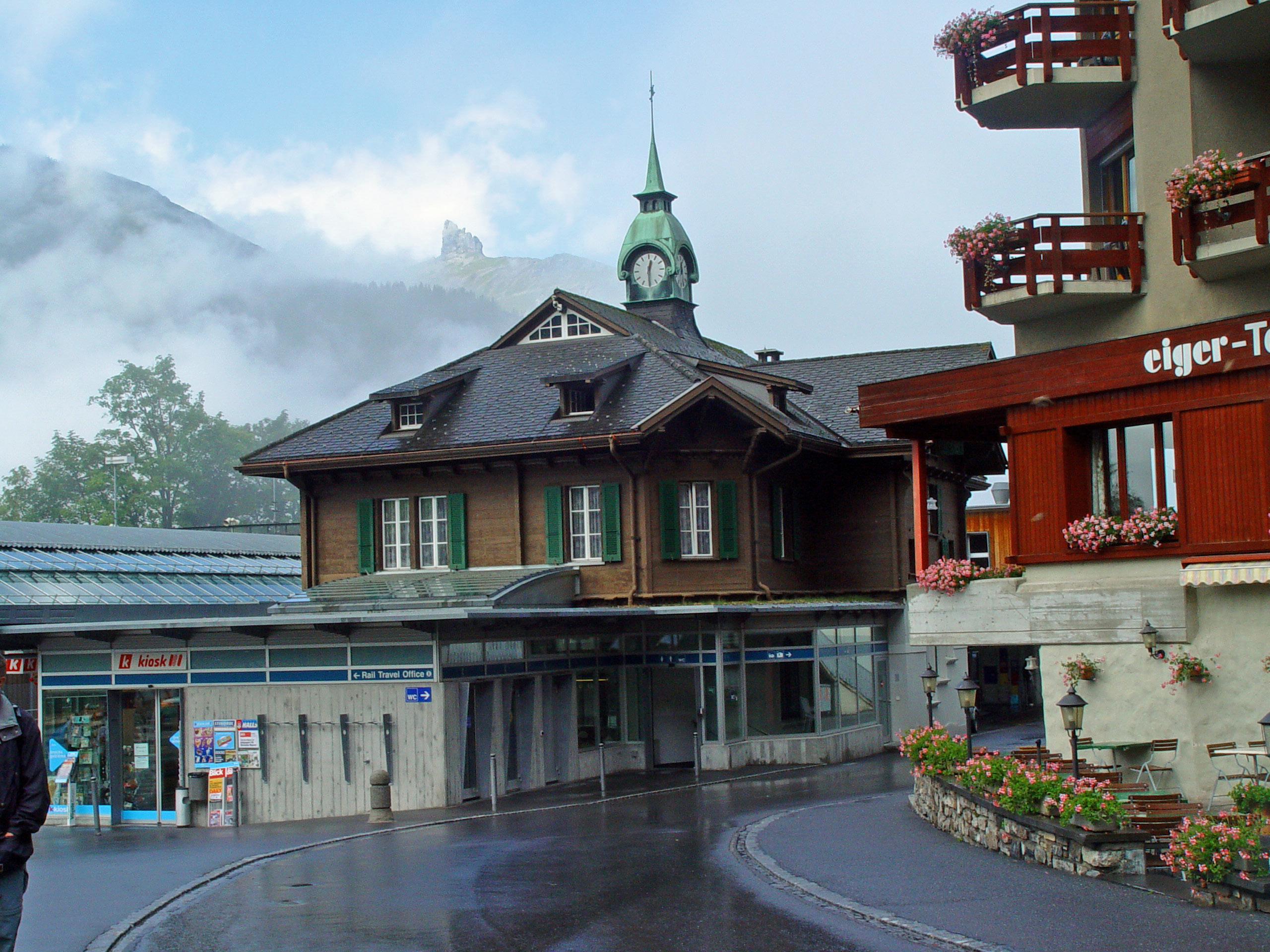
Bahnstation in Wengen